# ابراهیم سعید (بازیکن فوتبال)
ابراهیم سعید (عربی: إبراهيم سعيد؛ زادهٔ ۱۶ اکتبر ۱۹۷۹) یک بازیکن فوتبال اهل مصر است.

## باشگاهی
از باشگاه‌هایی که در آن بازی کرده‌است می‌توان به باشگاه ورزشی اسماعیلی، چای‌کار ریزه‌اسپور، آنکاراگوچو، باشگاه ورزشی الاهلی مصر، باشگاه ورزشی زمالک، اورتون، اشاره کرد.

## تیم ملی
وی همچنین در تیم ملی فوتبال مصر بازی کرده است.